# Đại hội Thể thao châu Á 2026
Đại hội Thể thao châu Á 2026 (2026年アジア競技大会 2026-nen Ajia kyōgi taikai) (tiếng Anh: 2026 Asian Games) còn được biết đến là Á vận hội lần thứ XX (第20回アジア競技大会 Dai-20-kai Ajia kyōgi taikai) và Aichi-Nagoya 2026, là một sự kiện thể thao đa năng sẽ được tổ chức tại tỉnh Aichi, Nhật Bản, với trung tâm là thành phố thủ phủ Nagoya, từ ngày 19 tháng 9 đến ngày 4 tháng 10 năm 2026. Nagoya sẽ là thành phố thứ ba của Nhật Bản đăng cai đại hội thể thao châu Á, sau Tokyo vảo năm 1958 và Hiroshima vào năm 1994.

## Quá trình đấu thầu
Hội đồng Olympic châu Á (OCA) đã chọn Nagoya làm chủ nhà Đại hội Thể thao tại phiên họp Đại hội đồng thường niên của họ ở Đà Nẵng, Việt Nam, vào ngày 25 tháng 9 năm 2016. Hồ sơ dự thầu là bước đầu trong mối đe dọa cơ đổ vỡ sau một tranh chấp giữa ngân sách tỉnh Aichi và thủ phủ Nagoya của nó, nhưng đã được giải quyết, cho phép chấp nhận đấu thầu. OCA ban đầu dự định chọn thành phố đăng cai năm 2026 vào năm 2018, nhưng đã dời ngày lập kế hoạch do lịch thể thao của khu vực dày đặc, bao gồm ba Thế vận hội Mùa đông tiếp theo giữa năm 2018, năm 2022 đến năm 2026.
| Kết quả đấu thầu Đại hội Thể thao châu Á 2026 | Kết quả đấu thầu Đại hội Thể thao châu Á 2026 | Kết quả đấu thầu Đại hội Thể thao châu Á 2026 |
| --------------------------------------------- | --------------------------------------------- | --------------------------------------------- |
| Thành phố                                     | NOC                                           | Vòng 1                                        |
| Nagoya                                        | Nhật Bản                                      | Ưu tiên                                       |

## Phát triển và chuẩn bị

### Chi phí
Thành phố Nagoya đã nhận được ước tính khoảng 85 tỷ yên chi phí từ chính quyền tỉnh Aichi cho sự kiện này, 30% trong số đó dự kiến sẽ được chi trả từ các khoản tài trợ và doanh thu khác, trong khi phần còn lại dự kiến sẽ được chia vào 70–30 cơ sở giữa Nagoya và tỉnh Aichi.

### Địa điểm
Đại hội thể thao được lên kế hoạch sử dụng các cơ sở hạ tầng hiện có. Sân vận động Paloma Mizuho sẽ tổ chức cả lễ khai mạc, lễ bế mạc và điền kinh, Khu liên hợp Nippon Gaishi Hall được sử dụng cho cả hai thể dục dụng cụ và thể thao dưới nước, Nagoya Dome được sử dụng cho bóng chày, và Sân vận động Toyota được sử dụng cho bóng đá.

## Đại hội
| Các môn thể thao trong Đại hội Thể thao châu Á 2026 |
| --- |
| - Thể thao dưới nước - Bơi nghệ thuật - - Nhảy cầu - - Bơi Marathon - - Bơi lội - - Bóng nước - Bắn cung - Điền kinh - Cầu lông - Bóng chày - Bóng chày - - Bóng mềm - Bóng rổ - Bóng rổ - - Bóng rổ 3x3 - Quyền Anh - Nhảy đường phố - Canoeing - - Vượt chướng ngại vật - Nước rút - Xe đạp - - BMX - Xe đạp leo núi - Đường trường - Lòng chảo - Cưỡi ngựa - Thể thao điện tử - Đấu kiếm - Khúc côn cầu trên cỏ - Bóng đá - Golf - Thể dục dụng cụ - - Artistic - Rhythmic - Trampoline - Bóng ném - Ju-jitsu - Judo - Kabaddi - Karate - Kurash - Năm môn phối hợp hiện đại - Chèo thuyền - Bóng bầu dục bảy người - Thuyền buồm - Cầu mây - Bắn súng - Skateboarding - Leo núi thể thao - Bóng quần - Surfing - Bóng bàn - Taekwondo - Quần vợt - Quần vợt mềm - - Quần vợt - Ba môn phối hợp - Bóng chuyền - Bóng chuyền bãi biển - - Bóng chuyền - Cử tạ - Vật - Wushu |

Danh sách các môn thể thao: